# Vittorio Calvino
Vittorio Calvino (Alghero, 4 febbraio 1909 – Monfalcone, 10 luglio 1956) è stato un giornalista, commediografo e sceneggiatore italiano.

## Biografia
I genitori Teofilo (piemontese di antica famiglia valdese) e Gertrud Claussen (figlia del console danese in Italia) giungono ad Alghero per amministrare le tenute dell'ammiraglio Alfred von Tirpitz, ministro della marina germanica. Nel 1918 la madre muore a causa dell'epidemia di influenza spagnola, evento che determina la partenza della famiglia dalla Sardegna. Con i fratelli Paolo, Guido, Silvio ed Evelina vaga tra una zia paterna in Svizzera e vari collegi. Compie studi classici e vive una giovinezza avventurosa: mozzo all'età di 13 anni, sommergibilista e commesso viaggiatore.
Sposa a Milano il 15 agosto 1933 Alma Meille, anch'ella di famiglia valdese, la cui famiglia era in contatto da generazioni con i Calvino. Nel 1936 inizia la collaborazione con Il Secolo Illustrato, poi con Cinema, rivista di critica cinematografica. Nel 1940 si trasferisce a Roma a dirigere l'ufficio stampa della Lux Film, una tra le principali case di produzione dell'epoca. Nel frattempo erano nati i figli Oliviero (1935) e Daniela (1938), che avrà una breve carriera di attrice con film come La noia, dal romanzo di Moravia, e La virtù sdraiata, diretto nel 1969 da Sidney Lumet. Nel 1943 nasce Anita, che sarà per 30 anni programmista dei servizi giornalistici Rai.
Il lavoro alla Lux lo inserisce naturalmente nel mondo dello spettacolo. Scrive drammi, sceneggiature, opere per la radio. Nel 1944 pubblica un romanzo giallo: La donna del Sud (Editoriale Romana). Nel 1953 viene invitato dalla nascente Rai a dirigere il settore film. Nel 1955 abbandona l'incarico in quanto ritiene la televisione troppo burocratizzata e lottizzata.
Nell'estate del 1956 è a Monfalcone. Viene colpito da un collasso cardio-circolatorio e muore il 10 luglio, a soli 47 anni.

## Opere

### Sceneggiatore e soggettista cinematografico
- Fuga nella tempesta, regia di Ignazio Ferronetti (1946) - soggetto e sceneggiatura
- Abbasso la ricchezza!, regia di Gennaro Righelli (1946) - soggetto e sceneggiatura
- Il fantasma della morte, regia di Ignazio Ferronetti e Giuseppe Guarino (1946) - soggetto e sceneggiatura
- Paolo e Francesca, regia di Raffaello Matarazzo (1950) - soggetto e sceneggiatura
- Strano appuntamento, regia di Dezső Ákos Hamza (1951) - soggetto e sceneggiatura
- Carmen proibita, regia di Giuseppe Maria Scotese (1952) - sceneggiatura
- Ho scelto l'amore, regia di Mario Zampi (1952) - soggetto e sceneggiatura
- Siamo tutti inquilini, di Mario Mattoli (1953) - soggetto e sceneggiatura
- Delirio, regia di Pierre Billon e Giorgio Capitani (1954) - sceneggiatura
- I reali di Francia, regia di Mario Costa (1959) - soggetto

### Opere teatrali
- 80º Parallelo Nord (1940)[5]
- L'arciere, un atto, in "Il Dramma", anno XXIV, n. 67-68-69, 15 settembre 1948, pp. 95-102,.
- La torre sul pollaio, tre atti e due quadri, in "Il Dramma", anno XXV, n. 81, 15 marzo 1949, pp. 9-37[6][7][8]; vincitrice del Premio Teatrale Sanremo 1948.
- Il diavolo degli amanti, Milano, Teatro Excelsior, 6 luglio 1950.
- Quando arriva Don Gonzalo (1951), commedia in tre atti, in "Ridotto", anno VII, n. 1, gennaio 1957, pp. 19-43.
- Creatura umana, dramma in tre atti, in "Teatro scenario", anno III, n. 7, 1-15 aprile 1951, pp. 17-31.
- Cavaliere senza armatura[9], regia di Vittorio Calvino, Roma, Teatro Ateneo, 10 gennaio 1952.
- Ancora addio, commedia in un atto, in "Il Dramma", anno XXXII, n. 239-240, agosto-settembre 1956, pp. 35-44.
- Jack l'infallibile, commedia in tre atti, regia di Raffaele Meloni, trasmesso il 30 agosto 1963[10].

Le opere teatrali più importanti sono state pubblicate nel volume Teatro, Bologna, Cappelli, 1959.

### Radiodrammi
- Prima visita (1938)
- Quando si ama (1938)
- Il terribile sospetto (1938)
- Buona guardia, trasmessa il 25 marzo 1939.
- Intorno a noi, trasmessa il 23 ottobre 1939.
- Trasloco,un atto, regia di Nino Meloni, trasmessa il 18 agosto 1941.
- L'ultimo viaggio, un atto, regia di Nino Meloni, trasmessa il 2 giugno 1942.
- Prima dell'alba, un atto, regia di Alberto Casella, trasmessa il 15 febbraio 1943.
- Il mio e il tuo, un atto, regia di Pietro Masserano Taricco, trasmessa il 24 marzo 1943.
- Il piccolo posto, un atto, regia di Alberto Casella, trasmessa il 16 settembre 1943.
- Come lui perdette al gioco (1944)
- Così ce ne andremo, un atto, in "Il Dramma", anno XXIII, n. 41, 15 luglio 1947, pp. 56-65; regia di Anton Giulio Majano, trasmessa il 31 ottobre 1947.
- Un'anima per Giulia, un atto, in "Il Dramma", anno XXII, n. 15, 15 giugno 1946, pp. 47-53; regia di Enzo Ferrieri, trasmessa il 7 giugno 1948.
- Notte sulla nuvola, radiodramma, in "Teatro", anno II, n. 19-20, 1 novembre 1950, pp. 39-42; regia di Anton Giulio Majano, trasmessa il 2 luglio 1948.
- La cometa si fermò, radiodramma, in "Il Dramma", anno XXVIII, n. 147-148, 1 gennaio 1952, pp. 110-116; regia di Pietro Masserano Taricco, trasmessa il 6 gennaio 1949.
- L'arciere, regia di Lino Girau, trasmessa l'11 gennaio 1949.
- La torre sul pollaio, tre atti, regia di Anton Giulio Majano, trasmessa il 18 luglio 1949.
- Merenda sull'erba (1949)
- Un fiore cresce nel deserto (1949)
- Confessione a Francesca, radiodramma, in "Sipario", anno VII, n. 76-77, agosto-settembre 1952, pp. 58-62; regia di Umberto Benedetto, trasmessa il 7 dicembre 1951.
- I prigionieri del re o Viaggio verso l'ultima sorte[11], radiodramma in due tempi, regia di Anton Giulio Majano, trasmessa il 9 giugno 1956.
- La torre sul pollaio, commedia in tre atti, Programma nazionale, con Lina Acconci, Giuliana Corbellini, Wanda Pasquini e altri, trasmessa il 20 luglio 1965